# Melz-sur-Seine
Melz-sur-Seine település Franciaországban, Seine-et-Marne megyében. Lakosainak száma 346 fő (2022. január 1.). Melz-sur-Seine Courceroy, Le Mériot, La Motte-Tilly, Sourdun, Villiers-sur-Seine és Hermé községekkel határos.

## Népesség
A település népességének változása:
| Lakosok száma | 363  | 358  | 357  | 352  | 349  | 351  | 351  | 347  | 346  |
|               | 2013 | 2015 | 2016 | 2017 | 2018 | 2019 | 2020 | 2021 | 2022 |